# El clavo
El clavo és una pel·lícula espanyola de l'any 1944 dirigida per Rafael Gil. Inspirada en una novel·la curta de Pedro Antonio de Alarcón, presenta en un to de cinema negre una història d'amor fantàstica i obsessiva.

## Resum
Ambientada en la Castella del segle xix, tracta la història de Javier (Rafael Durán), un jove advocat que coneix a Blanca (Amparo Rivelles), una bella i misteriosa dona amb la qual viu una intensa història d'amor. Quan ell ha d'incorporar-se al seu nou destí (treballar en un jutjat de Terol) li proposa a Blanca casar-se al seu regrés, però quan torna ella ha desaparegut. Després d'anys, Javier, que exerceix de jutge, descobreix la prova d'un crim: un crani amb un clau incrustat en ell. Totes les proves condueixen a una sospitosa que resulta ser la mateixa Blanca, com descobreix Javier quan ella entra a la sala del judici. Ella declara que el crim es va produir per la defensa de l'amor que sentia cap al mateix Javier. Després de ser condemnada a mort, finalment se li commuta la pena a cadena perpètua.

## Repartiment
- Amparo Rivelles: Blanca
- Rafael Durán: Javier Zarco
- Juan Espantaleón: Juan
- Milagros Leal: Senyora autoritària
- Joaquín Roa: Berrugo
- Irene Caba Alba: Anciana testimoni
- Ramon Martori: Fiscal
- Rafaela Satorrés: Senyora Blanca
- Manuel Arbó: Don Eduardo
- Gabriel Llopart: President del consell
- Adela González:Criada ordinària
- José Franco: Gerent d'hotel
- José Portes: Ramírez
- Julio Infiesta: Reyes
- Félix Fernández: Bizquerra

## Premis
Va obtenir el segon premi als Premis del Sindicat Nacional de l'Espectacle de 1944.